# Cour d'appel de Douai
La cour d'appel de Douai connaît des affaires jugées par les tribunaux de son ressort qui s'étend sur les départements du Nord et du Pas-de-Calais.

## Tribunaux du ressort
| -             | 10 Tribunaux judiciaires                                                 | 12 conseils de prud'hommes                                                                  | 6 tribunaux de commerce                              |
| ------------- | ------------------------------------------------------------------------ | ------------------------------------------------------------------------------------------- | ---------------------------------------------------- |
| Nord          | - Avesnes-sur-Helpe - Cambrai - Douai - Dunkerque - Lille - Valenciennes | - Dunkerque - Lannoy - Lille - Roubaix - Valenciennes - Douai - Avesnes-sur-Helpe - Cambrai | - Douai - Dunkerque - Lille Métropole - Valenciennes |
| Pas-de-Calais | - Arras - Béthune - Boulogne-sur-Mer - Saint-Omer                        | - Arras - Boulogne-sur-Mer - Lens - Béthune                                                 | - Arras - Boulogne-sur-Mer                           |